# Сорочине (Запорізький район)
Соро́чине (до 1887 року — Єгенталь) — село в Україні, у Новомиколаївській селищній громаді Запорізького району Запорізької області. Населення становить 130 осіб. До 2020 орган місцевого самоврядування — Трудова сільська рада. 

## Географія
Село Сорочине знаходиться за 3 км на північ від селища Трудове.

## Історія
1884 — дата заснування як село Єгенталь.
В 1887 році перейменоване в село Сорочине.
7 (20) листопада 1917 року, відповідно до Третього Універсалу Української Центральної Ради, увійшло до складу Української Народної Республіки.
12 червня 2020 року, відповідно до Розпорядження Кабінету Міністрів України від № 713-р «Про визначення адміністративних центрів та затвердження територій територіальних громад Запорізької області», увійшло до складу Новомиколаївської селищної громади.
19 липня 2020 року, в результаті адміністративно-територіальної реформи та ліквідації Новомиколаївського району, село увійшло до складу Запорізького району.

## Населення

### Мова
Розподіл населення за рідною мовою за даними перепису 2001 року:
| Мова       | Кількість | Відсоток |
| ---------- | --------- | -------- |
| українська | 121       | 93.08%   |
| російська  | 8         | 6.15%    |
| румунська  | 1         | 0.77%    |
| Усього     | 130       | 100%     |